# Rainer Salzburger
Rainer Salzburger (* 21. Oktober 1944 in Kramsach) ist ein österreichischer Boxtrainer und ehemaliger Boxer.
Der 1,81 m große Rainer Salzburger wurde 1965, 1968 und 1970 Österreichischer Meister im Halbmittelgewicht. Bei den Europameisterschaften 1965 in Berlin, unterlag er im Viertelfinale gegen Luigi Patruno aus Italien, während er bei den Europameisterschaften 1967 in Rom, ebenfalls im Viertelfinale gegen Witold Stachurski aus Polen ausschied.
1968 startete er bei den 19. Olympischen Spielen in Mexiko-Stadt, wo er sich in der zweiten Vorrunde gegen David Jackson aus Uganda geschlagen geben musste.
Von 1986 bis 2000 war er Vizepräsident und von 2000 bis 2004 Präsident des Österreichischen Boxverbandes (ÖBV). Nachdem er sich für sechs Jahre aus dem Führungsposten zurückgezogen und sich um den Aufbau des von ihm geleiteten Boxclubs Unterberger in Wörgl gekümmert hatte, ist er seit 2010 erneut Vizepräsident des ÖBV. Den Posten als neuerlicher Präsident hatte er abgelehnt, um sich laut eigener Aussage mehr um die sportlichen Belange, als um bürokratische Angelegenheiten kümmern zu wollen. 
Zudem war Rainer Salzburger Professor für Sport und Geografie an der Handelsakademie Wörgl. Bei der Tiroler Sportlergala 2015 wurde er für seine jahrelange Tätigkeit als Funktionär und aktiver Boxer mit einem Special Award geehrt.